# Флаг Земли
Идея создания флага Земли — флага, представляющего Землю в целом, до настоящего времени не получила поддержки на уровне международных организаций и правительств национальных государств. Тем не менее ряд общественных деятелей, деятелей культуры и искусства предлагали использовать в таком качестве флаг ООН и другие различные варианты изображений.

## Флаг Организации Объединённых Наций

Флаг ООН (1946)

Флаг Организации Объединённых Наций, утверждённый 7 декабря 1946 года, представляет собой изображение официальной эмблемы Организации Объединённых Наций, расположенной в центре полотнища голубого цвета — цвета ООН. Эта эмблема белого цвета изображена на обеих сторонах полотнища. Флаг ООН использовался для демонстрации единства мирового сообщества, хотя технически представляет только саму ООН. Широкая известность изображения этого флага делает его достаточно представительным для выражения интересов планеты в целом. При этом, хотя флаг ООН может свободно выставляться для демонстрации поддержки Организации Объединённых Наций и её работы, использование эмблемы ООН, её названия или инициалов в коммерческих целях ограничивается положениями резолюции 92(I) Генеральной Ассамблеи, принятой в 1946 году. В этой резолюции Ассамблея постановила, что для предотвращения злоупотребления использованием печати и эмблемы Организации Объединённых Наций, они не могут использоваться без разрешения Генерального секретаря.

## Международный флаг мира

Международный флаг мира (1913)

Джеймс Уильям ван Кирк, священник из Янгстауна (штат Огайо, США), одним из первых разработал свой дизайн флага мира в 1913 году и с этим флагом дважды провёл марши мира через Европу. Всемирный конгресс мира принял этот дизайн флага в качестве Международного флага мира.

## Олимпийский флаг

Олимпийский флаг (1913)

Придуманный Пьером де Кубертеном в 1913 году и принятый на Олимпийских играх c 1920 года Олимпийский флаг представляет всё человечество и имеет белое шёлковое полотнище с пятью переплетёнными кольцами пяти цветов. Вопреки распространённой версии, каждое из колец не символизирует один из населённых континентов. Шесть цветов (вместе с белым фоном полотна) скомбинированы так, что представляют собой национальные цвета всех стран мира..

## Флаг «Всемирного Правительства Граждан Мира»

Флаг Всемирного Правительства Граждан Мира

Существуют общественные движения т. н. граждан мира, выступающих за всемирное гражданство и мировое правительство. Один из таких активистов Гарри Дэвис основал в 1953 году Всемирное Правительство Граждан Мира, которое выпускает Паспорт гражданина мира (признаваемый как паспорт только несколькими странами мира) с предложенным флагом мира.

## Другие частные предложения

### Предложение Д. Макконнела

Первая версия дизайна флага Земли Джона Макконнела (1969)

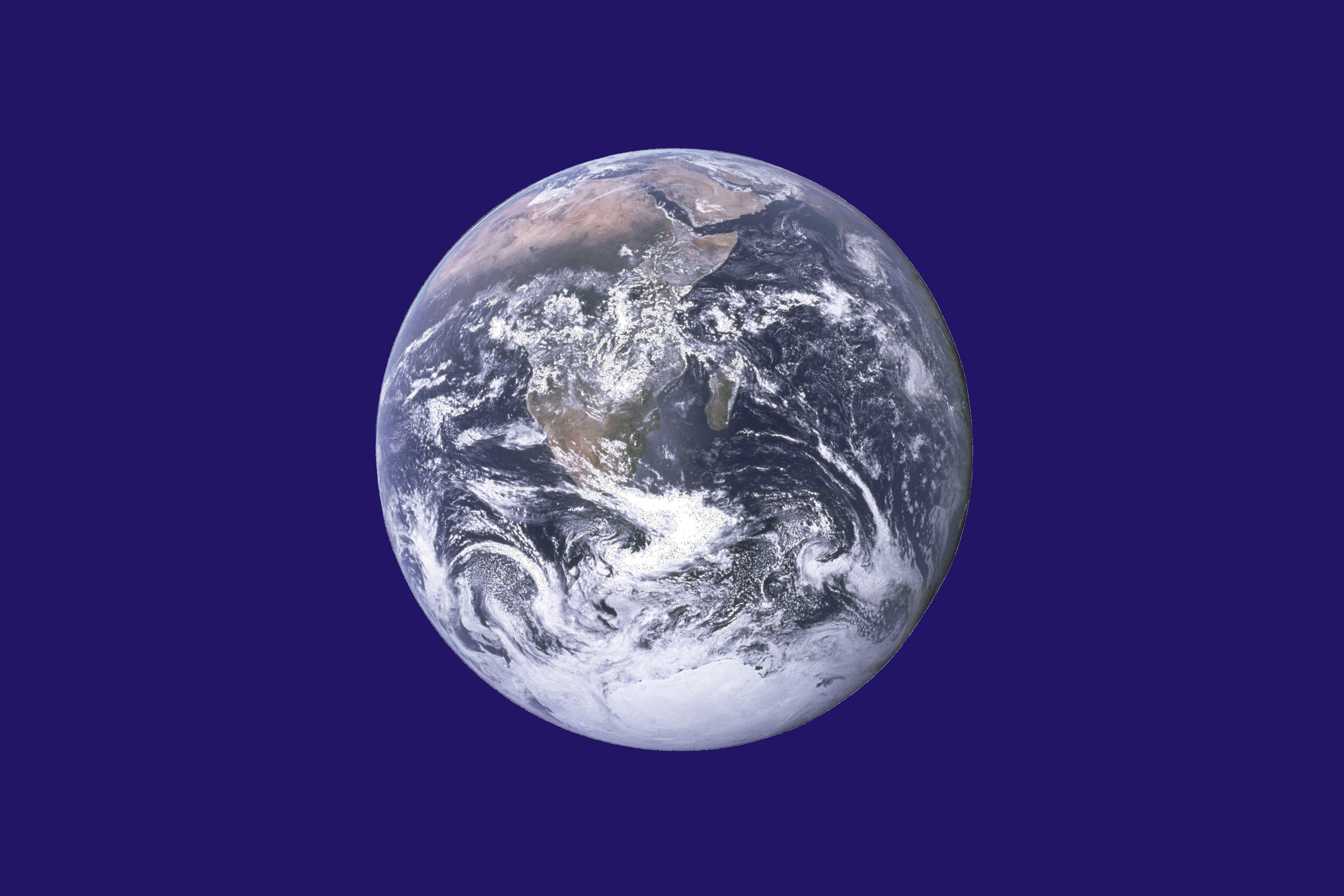
Последняя версия дизайна флага Земли Джона Макконнела (1972)

Первая версия дизайна флага Земли, разработанная американским общественным деятелем Джоном Макконнеллом в 1969 году, предназначалась для празднования первого Дня Земли в 1970 году. За основу флага Макконнел взял фотографию Земли из космоса, размещённую на синем фоне. Первая версия дизайна Макконнелла использовалась для трафаретной печати с использованием различных цветов. Макконнелл представил свой флаг в ООН для рассмотрения в качестве символа планеты Земля.
В дальнейшем в основу дизайна флага лёг знаменитый снимок НАСА 1972 года, известный как The Blue Marble, этот вариант дизайна был предложен для продажи журналу Whole Earth Catalog, это единственный вариант флага, который в настоящее время одобрен Макконнеллом.
Поскольку фотография The Blue Marble перешла в общественное достояние, где остаётся до настоящего времени, это привело к аннулированию товарного знака и авторского права, первоначально присвоенных флагу Дня Земли через компанию World Equity, Inc. Это не отменяет официальную историю флага Макконнелла, но аннулирует выданный на него патент.

### Предложение Д. Кедла

Дизайн Джеймса Кедла (1970)

В 1970 году Джеймс Кедл, фермер из Иллинойса, США, предложил другую версию флага Земли, представлявшую собой голубой круг в центре (символ Земли), сегмент большого жёлтого круга (символ Солнца) и маленький белый круг (символ Луны), размещённые на чёрном фоне. Эта версия флага Земли завоевала большую популярность среди участников программы поиска внеземных цивилизаций SETI. Флаг Кедла был вывешен на радиообсерватории Университета штата Огайо и был приспущен в знак траура, когда умер профессор Карл Саган, один из организаторов программы SETI. Флаг Земли дизайна Кедла стал общественным достоянием в 2003 году.
YouTube использует мини-изображения этого флага рядом с именем пользователя, когда сайт не может определить его местоположение.

### Предложение Э. Рёнхеде

Дизайн Энн Рёнхеде (ок. 2000)

Ещё один вариант «Всемирного флага» («World Flag») был предложен Энн Кирстайн Рёнхеде примерно в 2000 году. Флаг, представлявший собой синее полотнище, в центре которого расположен голубой круг с окружающим его белым кольцом, символизирующим Землю, должен был символизировать идею мира и сосуществования. Простота дизайна флага преследовала цель удобства его изготовления для всех желающих.

### Предложение П. Кэролла

Дизайн Пола Кэролла (версия 2006 года)

В 2006 году Пол Кэрролл предложил вариант флага, названный им «World Flag», символизирующий глобализацию современного мира. Флаг П. Кэролла представляет собой прямоугольное полотно, в центре которого расположена карта мира, окружённая флагами 216 стран и территорий, а также флагом ООН.

### Предложение О. Пернефельда

Дизайн Оскара Пернефельда (2015)

В 2015 году шведский художник Оскар Пернефельд предложил дизайн Международного флага планеты Земля (англ. The International Flag of the Planet Earth). По замыслу Пернефельда, этот флаг должен использоваться в будущих космических экспедициях (в частности, пилотируемом полёте на Марс) и предназначен для выполнения двух основных целей:
- представление планеты Земля в космосе;
- напоминание людям Земли, что мы все делим эту планету, независимо от национальных границ, и должны заботиться друг о друге и планете, на которой живём.

Флаг представляет собой изображение семи колец, пересекающих друг друга, на тёмно-синем фоне. Изображения пересекающихся колец образуют в середине цветок, символизирующий жизнь на Земле, а пересечение колец символизирует, что всё на Земле прямо или косвенно связано. Тёмно-синий фон символизирует океан и важность воды для жизни на Земле.

### Предложение Т. Мандла

Дизайн Томаса Мандла (2016)

В 2016 году немецкий фотограф Томас Мандл разработал «Флаг Единого Мира» (англ. One World Flag). Флаг задуман как символ «единства, открытых границ и мира», а также «нашего дома — голубой планеты, вне зависимости от того, где мы на ней проживаем». Он состоит из синей точки — самого лаконичного символа планеты Земля. Поскольку круглый флаг невозможно повесить, «Флаг Единого Мира» имеет прямоугольный прозрачный фон, а это значит, что изображение флага «постоянно изменяется, как и сама планета». Это позволяет нам увидеть на флаге наше собственное окружение, а также наш общий дом — голубую планету в центре.
Впервые Томас Мандл представил публике проект на конференции TED в 2018 году, в целях оживления дискуссии вокруг общего флага для всех людей в мире, способствующего выражению солидарности со всем человечеством в целом.